# Samaropsis
O gênero Samaropsis foi criado por Goeppert, em 1864. Posteriormente Sewart (1917), afirmou que o gênero apenas se referia as sementes relacionadas as Sâmaras.

## Localização
No Brasil fosseis das espécies S. gigas, S. kurtzii, S. millaniana, S. rigbyi e S. seixasi, são localizadas no Morro Papaléo  no município de Mariana Pimentel, no estado do Rio Grande do Sul. Estão na Formação Rio Bonito e datam  do Sakmariano, no Permiano.